# Nitro Di
Fábio de Albuquerque Maffioletti(Porto Alegre, 5 de novembro de 1976), mais conhecido pelo seu nome artístico Nitro Di é um rapper, compositor, produtor e apresentador brasileiro. Ele é ex-integrante do grupo Da Guedes, mas voltou ao grupo em 2012, e desde 2005 segue carreira solo e também com projetos como o estúdio e o site Adversus. Seu primeiro disco, "Fortes Corações", tem composições próprias e também participações de músicos de peso da cena gaúcha e brasileira, como Zé Natálio (Papas da Língua), Tonho Crocco (Ultramen), DJ Only Jay e DJ Cia (RZO), e foi lançado pelo selo Antídoto. E desde 2007 apresenta um programa de hip hop na Rádio Atlântida chamado Mixtape.

## Discografia

### Com oDa Guedes
Álbuns de estúdio
- 1999 - Cinco Elementos

Demos
- 1997 - A Casa não cai

### Carreira solo
Álbuns de estúdio
- 2005 - Fortes Corações
- 2013 - Êra Êra
- 2016 - Sul Da Malandragem Vol.1 (EP)

## Prêmios e indicações

### Prêmio Hutúz
| Ano  | Categoria             | Indicação | Resultado |
| ---- | --------------------- | --------- | --------- |
| 2005 | Produtor Revelação    | Nitro Di  | Venceu    |
| 2006 | Grupo ou Artista Solo | Nitro Di  | Indicado  |
| 2006 | Revelação             | Nitro Di  | Indicado  |

### Prêmio Açorianos
| Ano  | Categoria         | Indicação | Resultado |
| ---- | ----------------- | --------- | --------- |
| 2013 | Intérprete de Pop | Nitro Di  | Indicado  |